# Jan Urbas
Jan Urbas (* 26. Januar 1989 in Ljubljana, SR Slowenien) ist ein slowenischer Eishockeyspieler, der seit April 2017 bei den Fischtown Pinguins Bremerhaven aus der Deutschen Eishockey Liga (DEL) unter Vertrag steht und dort auf der Position des rechten Flügelstürmers spielt. Zuvor war Urbas bereits für den EHC Red Bull München in der DEL aktiv und absolvierte darüber hinaus mehr als 200 Spiele in den höchsten Spielklassen Schwedens.

## Karriere

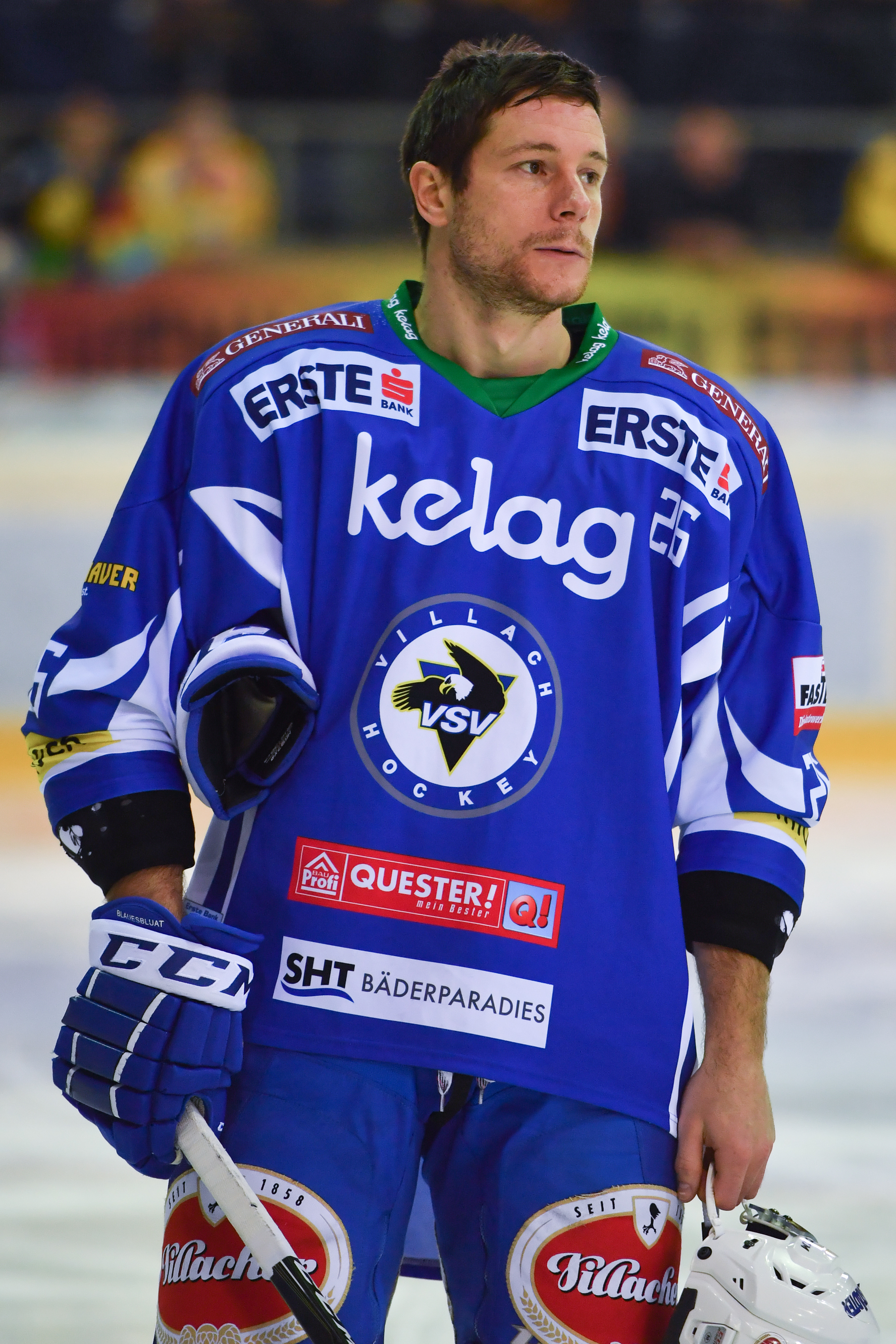
Urbas im Trikot des EC VSV (2016)

Jan Urbas begann seine Karriere als Eishockeyspieler in seiner Heimatstadt in der Nachwuchsabteilung des HDD Olimpija Ljubljana, in der er bis 2006 aktiv war. Zudem gab der Flügelstürmer in der Saison 2005/06 sein Debüt für die Profimannschaft des Vereins in der slowenischen Eishockeyliga. Dabei erzielte er in 27 Spielen 18 Scorerpunkte, davon elf Tore. Anschließend wechselte Urbas in die Nachwuchsabteilung des schwedischen Vereins Malmö Redhawks, für dessen Profimannschaft er von 2008 bis 2011 in der Allsvenskan, der zweiten schwedischen Spielklasse, auf dem Eis stand. Auf europäischer Ebene kam er für Malmö in der Vorbereitung auf die Saison 2010/11 zudem zu vier Einsätzen in der European Trophy.
Zur Saison 2011/12 wurde Urbas von den Växjö Lakers aus der Elitserien verpflichtet. Für diese bestritt er in seiner ersten Spielzeit jedoch nur zwei Spiele, ehe er sich in der Saison 2012/13 einen Stammplatz erspielen konnte. Im Juli 2013 wechselte der Slowene in die Deutsche Eishockey Liga (DEL) zum EHC Red Bull München. Ein Jahr später nahm Urbas im Sommer 2014 am Trainingslager der Washington Capitals aus der National Hockey League (NHL) teil, erhielt aber keinen Vertrag in Nordamerika. Ende September 2014 wurde er vom EC KAC aus der österreichischen Erste Bank Eishockey Liga verpflichtet. Dort blieb er nur zwei Monate, bis er sich im November 2014 dazu entschied, nach Schweden zurückzukehren. Er schloss sich dort dem VIK Västerås HK aus der Allsvenskan an. Nach zwei Spielzeiten dort, lief der Angreifer in der Saison 2016/17 für den EC VSV erneut in der österreichischen Eliteklasse auf. Dort entwickelte er sich zum stärksten Torschützen des Vereins und lag am Ende der Hauptrunde mit 27 Treffern ligaweit auf dem sechsten Rang.
Der Offensivspieler verließ den VSV nach der Saison und wechselte im April 2017 zu den Fischtown Pinguins Bremerhaven in die DEL. Zu Beginn seiner fünften Spielzeit wurde er im Sommer 2022 zum Mannschaftskapitän des Teams ernannt und führte am Ende der Hauptrunde der Saison 2023/24 die Scorerwertung an. Am Ende der Spielzeit feierte er mit der Mannschaft mit dem Gewinn der Vizemeisterschaft den bis dato größten Erfolg der Bremerhavener Vereinsgeschichte.

### International

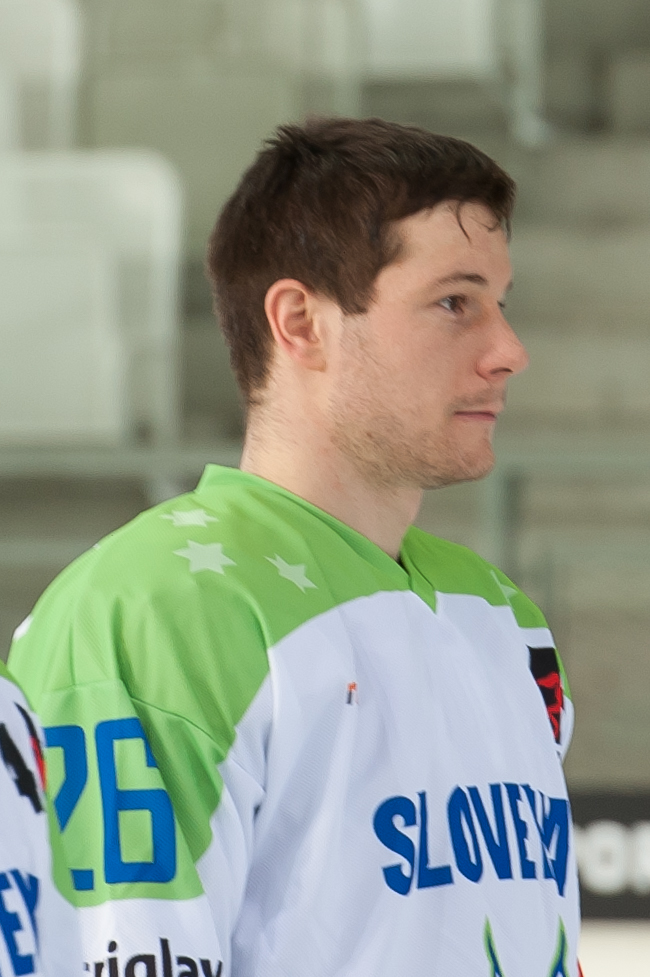
Urbas als Spieler der slowenischen Nationalmannschaft (2015)

Für Slowenien nahm Urbas im Juniorenbereich an der U18-Junioren-Weltmeisterschaft der Division I 2007 sowie den U20-Junioren-Weltmeisterschaften der Division I der Jahre 2008 und 2009 teil.
Im Seniorenbereich stand er erstmals bei der Weltmeisterschaft der Division I 2010 im Aufgebot seines Landes. Außerdem spielte er für sein Heimatland in den Jahren 2013, 2015, 2017 und 2023 in der Top-Division. In den Jahren 2014, als er mit der besten Plus/Minus-Bilanz in das All-Star-Team des Turniers gewählt wurde, 2016, als er als Topscorer sowohl in das All-Star-Team als auch zum wertvollsten Spieler des Turniers gewählt wurde, 2018, als er zum besten Stürmer des Turniers gewählt wurde und gemeinsam mit den beiden Briten Ben O’Connor und Brett Perlini drittbester Scorer hinter dem Kasachen Roman Startschenko und seinem Landsmann Miha Verlič wurde, und 2022 in der Division IA. Mit seinen Leistungen trug er 2014, 2016 und 2022 jeweils maßgeblich zum Aufstieg der Slowenen in die Top-Division bei.
Zudem nahm er mit Slowenien an der Qualifikation für die Olympischen Winterspiele 2014 im russischen Sotschi teil, bei der er sich mit seinem Land durchsetzte. Anschließend spielte er mit der Mannschaft auch bei den Winterspielen selbst und belegte mit ihr den siebten Rang unter zwölf Teams. Auch an der Olympiaqualifikation für die Winterspiele 2018 nahm er mit Slowenien erfolgreich teil und spielte anschließend erneut auch bei den Winterspielen im südkoreanischen Pyeongchang. Die Qualifikationen für die Olympischen Winterspiele 2022 in Peking und 2026 in Mailand wurden hingegen verpasst.

## Erfolge und Auszeichnungen
- 2024 Deutscher Vizemeister mit den Fischtown Pinguins Bremerhaven
- 2024 Topscorer der DEL-Hauptrunde

### International
| - 2010 Aufstieg in die Top-Division bei der Weltmeisterschaft der Division I, Gruppe B - 2014 Aufstieg in die Top-Division bei der Weltmeisterschaft der Division IA - 2014 Beste Plus/Minus-Bilanz der Weltmeisterschaft der Division IA - 2014 All-Star-Team der Weltmeisterschaft der Division IA - 2016 Aufstieg in die Top-Division bei der Weltmeisterschaft der Division IA - 2016 Topscorer der Weltmeisterschaft der Division IA | - 2016 Wertvollster Spieler der Weltmeisterschaft der Division IA - 2016 All-Star-Team der Weltmeisterschaft der Division IA - 2018 Bester Stürmer der Weltmeisterschaft der Division IA - 2022 Aufstieg in die Top-Division bei der Weltmeisterschaft der Division IA - 2022 Bester Vorlagengeber der Weltmeisterschaft der Division IA |

## Karrierestatistik
Stand: Ende der Saison 2024/25

### International
Vertrat Slowenien bei:
| - U18-Junioren-Weltmeisterschaft der Division I 2007 - U20-Junioren-Weltmeisterschaft der Division I 2008 - U20-Junioren-Weltmeisterschaft der Division I 2009 - Weltmeisterschaft der Division I 2010 - Qualifikationsturnier für die Olympischen Winterspiele 2014 - Weltmeisterschaft 2013 - Olympischen Winterspielen 2014 - Weltmeisterschaft der Division IA 2014 - Weltmeisterschaft 2015 - Weltmeisterschaft der Division IA 2016 | - Qualifikationsturnier für die Olympischen Winterspiele 2018 - Weltmeisterschaft 2017 - Olympischen Winterspielen 2018 - Weltmeisterschaft der Division IA 2018 - Vorqualifikationsturnier für die Olympischen Winterspiele 2022 - Qualifikationsturnier für die Olympischen Winterspiele 2022 - Weltmeisterschaft der Division IA 2022 - Weltmeisterschaft 2023 - Qualifikationsturnier für die Olympischen Winterspiele 2026 |

(Legende zur Spielerstatistik: Sp oder GP = absolvierte Spiele; T oder G = erzielte Tore; V oder A = erzielte Assists; Pkt oder Pts = erzielte Scorerpunkte; SM oder PIM = erhaltene Strafminuten; +/− = Plus/Minus-Bilanz; PP = erzielte Überzahltore; SH = erzielte Unterzahltore; GW = erzielte Siegtore; 1 Play-downs/Relegation; Kursiv: Statistik nicht vollständig)